# Благовещенское сельское поселение (Ивановская область)
Благове́щенское се́льское поселе́ние — муниципальное образование в Лухском районе Ивановской области Российской Федерации.
Административный центр — село Благовещенье.

## Географические данные
- Общая площадь: 183,26 км²
- Расположение: центральная часть Лухского района
- Граничит:
  - на северо-западе — с Тимирязевским сельским поселением
  - на востоке и северо-востоке — с Порздневским сельским поселением
  - на западе — с Рябовским сельским поселением
  - на юге — с Верхнеландеховским районом Ивановской области

Кроме того, в Благовещенском сельском поселении имеется анклав — Лухское городское поселение.

## История
Образовано 25 февраля 2005 года, в соответствии с Законом Ивановской области N 45-ОЗ «О городском и сельских поселениях в Лухском муниципальном районе».

## Население
| 2002 | 2010  | 2011  | 2012  | 2013  | 2014  | 2015  |
| ---- | ----- | ----- | ----- | ----- | ----- | ----- |
| 1170 | ↘1082 | ↘1079 | ↘1058 | ↘1050 | ↘1019 | ↘1015 |
| 2016 | 2017  | 2018  | 2019  | 2020  | 2021  |       |
| ↘967 | ↘945  | ↘923  | ↘905  | ↘897  | ↘876  |       |

## Населённые пункты
В состав сельского поселения входит 21 населённый пункт.
| №  | Населённый пункт | Тип населённого пункта | Население |
| -- | ---------------- | ---------------------- | --------- |
| 1  | Андреевская      | деревня                | 35        |
| 2  | Бакуниха         | деревня                | 69        |
| 3  | Благовещенье     | село                   | ↘256      |
| 4  | Бурково          | деревня                | 22        |
| 5  | Горки            | деревня                | 3         |
| 6  | Дьяконово        | деревня                | 1         |
| 7  | Жданиха          | деревня                | 16        |
| 8  | Карпово          | деревня                | 5         |
| 9  | Котово           | деревня                | 4         |
| 10 | Краснопеево      | деревня                | 0         |
| 11 | Курбатиха        | деревня                | 6         |
| 12 | Мясниково        | деревня                | 175       |
| 13 | Оленино          | деревня                | 4         |
| 14 | Русино           | деревня                | 35        |
| 15 | Селищи           | деревня                | 0         |
| 16 | Слободки         | деревня                | 211       |
| 17 | Сорокино         | деревня                | 209       |
| 18 | Софроново        | деревня                | 2         |
| 19 | Станово          | деревня                | 9         |
| 20 | Степурино        | деревня                | 17        |
| 21 | Шульгино         | деревня                | 3         |

## Руководство
Глава Благовещенского сельского поселения — Куликова Галина Анатольевна.
Администрация сельского поселения находится по адресу: 155280, Ивановская обл., Лухский район,  с. Благовещенье, ул. Центральная, д. 43. 